# Simon Dennis
Simon Dennis, född den 24 augusti 1976 i Henley-on-Thames i Storbritannien, är en brittisk roddare.
Han tog OS-guld i åtta med styrman i samband med de olympiska roddtävlingarna 2000 i Sydney.